# Jimmy Cundasamy
Jimmy Cundasamy (ur. 14 lipca 1977) – maurytyjski piłkarz występujący na pozycji pomocnika.

## Kariera klubowa
W 2001 roku Cundasamy został graczem reuniońskiego FC Les Avirons. Następnie grał w innych zespołach z Reunionu: SS Saint-Louisienne oraz JS Saint-Pierroise, a w 2006 roku przeszedł do USS Tamponnaise. Zdobył z nim cztery mistrzostwa Reunionu (2006, 2007, 2009, 2010) oraz trzy Puchary Reunionu (2008, 2009, 2012). W 2014 roku ponownie grał w JS Saint-Pierroise, a w latach 2015-2017 ponownie w USS Tamponnaise, w którym zakończył karierę.

## Kariera reprezentacyjna
W reprezentacji Mauritiusa Cundasamy zadebiutował 13 lipca 1997 roku w przegranym 1:3 meczu kwalifikacji do Pucharu Narodów Afryki 1998 z Mozambikiem. Od 1997 do 2014 rozegrał w kadrze narodowej 58 meczów i strzelił 2 gole.